# منتخب البوسنة والهرسك لكرة الماء للرجال
منتخب البوسنة والهرسك لكرة الماء للرجال هو ممثل البوسنة والهرسك الرسمي في المنافسات الدولية في كرة الماء
.